# AgroBrasil TV
O AgroBrasil TV é uma emissora de televisão brasileira fundada em 1997 pelo empresário Ivan Paes barbosa. O canal é dedicado à transmissão de leilões de animais, como: bois, cabras e cavalos, além de programas sobre agronegócio, como notícias, entrevistas e reportagens.
O AgroBrasil TV é atualmente transmitido para todo Brasil por meio do satélite SES-6. O canal também é disponibilizado através de operadoras de TV por assinatura para mais de 250 cidades.
Em 15 de março de 2014, a Ideal TV passou a retransmitir parte da programação da AgroBrasil TV. A Rede CNT também retransmitiu parte da programação da AgroBrasil TV por um período mais longo, porém com exclusividade para o satélite Star One C2.
Desde 15 de agosto de 2014, a Ideal TV deixa de transmitir sinal da AgroBrasil TV após o fim da parceria. Desde então, o canal saiu da parabólica analógica quando foi substituído pelo Canal CJC.

## Sintonia
AgroBrasil TV:
- SES-6 Digital: Banda C: 3894 MHz
 Polarização: Esquerda
 Taxa de símbolos: 2787 Ksps